# 5645 (année hébraïque)
5645 (hébreu : ה'תרמ"ה , abbr. : תרמ"ה) est une année hébraïque qui a commencé à la veille au soir du 20 septembre 1884 et s'est finie le 9 septembre 1885. Cette année a compté 355 jours. Ce fut une année simple dans le cycle métonique, avec un seul mois de Adar. Ce fut la troisième année depuis la dernière année de chemitta.

## Calendrier
Ce calendrier hébraïque de l'année 5645 donne les correspondances avec les dates du calendrier grégorien.
Le premier nombre dans chaque case correspond au jour du mois hébraïque. Les jours en couleurs sont des jours remarquables juifs .
| ◄◄ | 5645 | ►► |

## Naissances
- Yitzhak Ben-Zvi
- Aryeh Levin

## Décès
- Moïse Montefiore

5640 - 5641 - 5642 - 5643 - 5644 - 5645 - 5646 - 5647 - 5648 - 5649 - 5650